# چمسنا
چمسنا (به لاتین: Trzemeszna) یک روستای لهستان در لهستان است که در Gmina Tuchów واقع شده‌است.